# آشپزخانه (فیلم ۲۰۱۹)
آشپزخانه (انگلیسی: The Kitchen) یک فیلم در ژانر کمدی-درام و جنایی به کارگردانی آندره‌آ برلوف است که در سال ۲۰۱۹ منتشر شد. از بازیگران آن می‌توان به ملیسا مک‌کارتی، تیفانی هدیش، و الیزابت ماس اشاره کرد.